# Horisme riedingeri
Horisme riedingeri là một loài bướm đêm trong họ Geometridae.